# Pauli Jacobsen
Pauli Jacobsen (* 11. Juli 2002 in Hoyvík) ist ein färöischer Handballspieler.

## Karriere

### Verein
Der 1,86 m große Torwart lernte das Handballspielen bei H 71 Hoyvík. Im Sommer 2018 wechselte er gemeinsam mit Rechtsaußen Hákun West av Teigum und Rückraumspieler Elias Ellefsen á Skipagøtu in die Jugendakademie des dänischen Erstligisten Skanderborg Håndbold. Im September 2020 bestritt er sein erstes Spiel in der Håndboldligaen. 2021 kehrte er nach Hoyvík zurück. Im EHF European Cup 2021/22 gab er sein Debüt im Europapokal. In der Saison 2022/23 stand er beim französischen Zweitligisten JS Cherbourg unter Vertrag. Seit 2023 läuft er für den dänischen Zweitligisten HØJ Elite auf.

### Nationalmannschaft
Bei den European Open 2019, einem U 17-Turnier in Schweden, führte Jacobsen sein Team als bester Torwart des Turniers zum Titelgewinn.
Mit der färöischen Jugendnationalmannschaft gewann Jacobsen die Men’s 19 EHF Championship 2021. Dabei wurde er erneut zum besten Torwart gekürt.
Für die färöische A-Nationalmannschaft bestritt er 15 Länderspiele. In der Qualifikation zur Weltmeisterschaft 2023 erreichte er mit Färöer die zweite Play-off-Runde, wo man gegen Deutschland ausschied. Bei der Europameisterschaft 2024 schied man nach Niederlagen gegen Slowenien und Polen sowie einem Unentschieden gegen Norwegen in der Vorrunde aus und belegte den 20. Rang.